# Bourne (Lincolnshire)
Bourne – miasto w Anglii, w hrabstwie Lincolnshire, w dystrykcie South Kesteven. Leży 53 km na południe od Lincoln i 141 km na północ od Londynu.
W 2001 miasto liczyło 11 933 mieszkańców.